# Call of Duty: Mobile
Call of Duty: Mobile is een gratis first-person shooter schietspel ontwikkeld door TiMi Studios en is uitgegeven door Activision voor Android en iOS. Het spel werd uitgebracht op 1 oktober 2019.

## Ontwikkeling
Call of Duty: Mobile werd in maart 2019 aangekondigd, met TiMi Studios, een dochteronderneming van het bedrijf Tencent Games, die de ontwikkeling leidde in plaats van de westerse ontwikkelingsstudio's van Activision. Veel van de functies van de game werden bij deze aankondiging onthuld. Het doel van de game was om bekende aspecten uit de vorige games van de franchise te halen en gebruikers toegang te geven vanaf hun mobiele apparaten. Het beschikt over twee in-game valuta's en een Battle Pass.
Call of Duty: Mobile bevat veel speelbare personages, kaarten en gamemodes uit eerdere games in de serie. Er zijn verschillende besturingsinstellingen toegevoegd om aan de voorkeuren van de speler te voldoen. In november 2019 werd een "zombies" -gamemodus aan de game toegevoegd. Deze gamemodus volgt de klassieke Call of Duty-zombies "survival" -formule waarbij de speler eindeloze golven zombies bevecht, met als doel zo lang mogelijk te overleven. Er was ook een "Raid" -modus waarin de speler een bepaald aantal golven van zombies moet verslaan voordat hij een van de twee eindbazen tegenkomt. Call of Duty: Mobile Zombies-modus is op 25 maart 2020 verwijderd omdat de gamemodus niet aan de normen van Activison voldeed. Maar Activison zei dat ze het misschien in een latere update zouden terugbrengen. Na een bètaversie in geselecteerde regio's in juli 2019, werd de game wereldwijd uitgebracht op 1 oktober 2019. De game is niet beschikbaar in België, omdat EA niet wil voldoen aan de Belgische regelgeving rond lootboxen.

## Seizoenen
Call of Duty: Mobile brengt maandelijks seizoenen uit met verschillende thema's en introductie van nieuwe personages, wapens, vaardigheden, voordelen en spelmodi. Vanaf de lancering van het derde seizoen noemen de gameontwikkelaars elk seizoen het huidige thema.
- Seizoen 1 - Releasedatum
- Seizoen 2 - 25 november 2019[7]
- Seizoen 3 - 16 januari 2020[8]
- Seizoen 4 - 1 maart 2020[9]
- Seizoen 5 - 1 april 2020[10]
- Seizoen 6 - 1 mei 2020[11]

## Ontvangst
Het spel werd overwegend positief ontvangen in recensies. Men prees de gameplay en multiplayeractie. Kritiek was er op de microtransacties. Op recentieverzamelwebsite Metacritic heeft het spel een score van 81%.
Binnen een maand na uitgave waren er al meer dan 148 miljoen keer downloads en had het spel ruim 54 miljoen dollar omgezet, waarmee Call of Duty: Mobile de meest succesvolle uitgave van een mobiel spel ooit was.
Begin 2022 werd bekendgemaakt dat het spel 1,5 miljard dollar had omgezet aan microtransacties en andere betaalde functies binnen het spel. In mei 2021 was het inmiddels ruim 500 miljoen keer gedownload.